# Paléontologie des invertébrés
La paléontologie des invertébrés est une branche de la science paléontologie qui étudie les archives fossiles des invertébrés, combinant la biologie et la géologie.

## Premiers enregistrements fossiles d'invertébrés

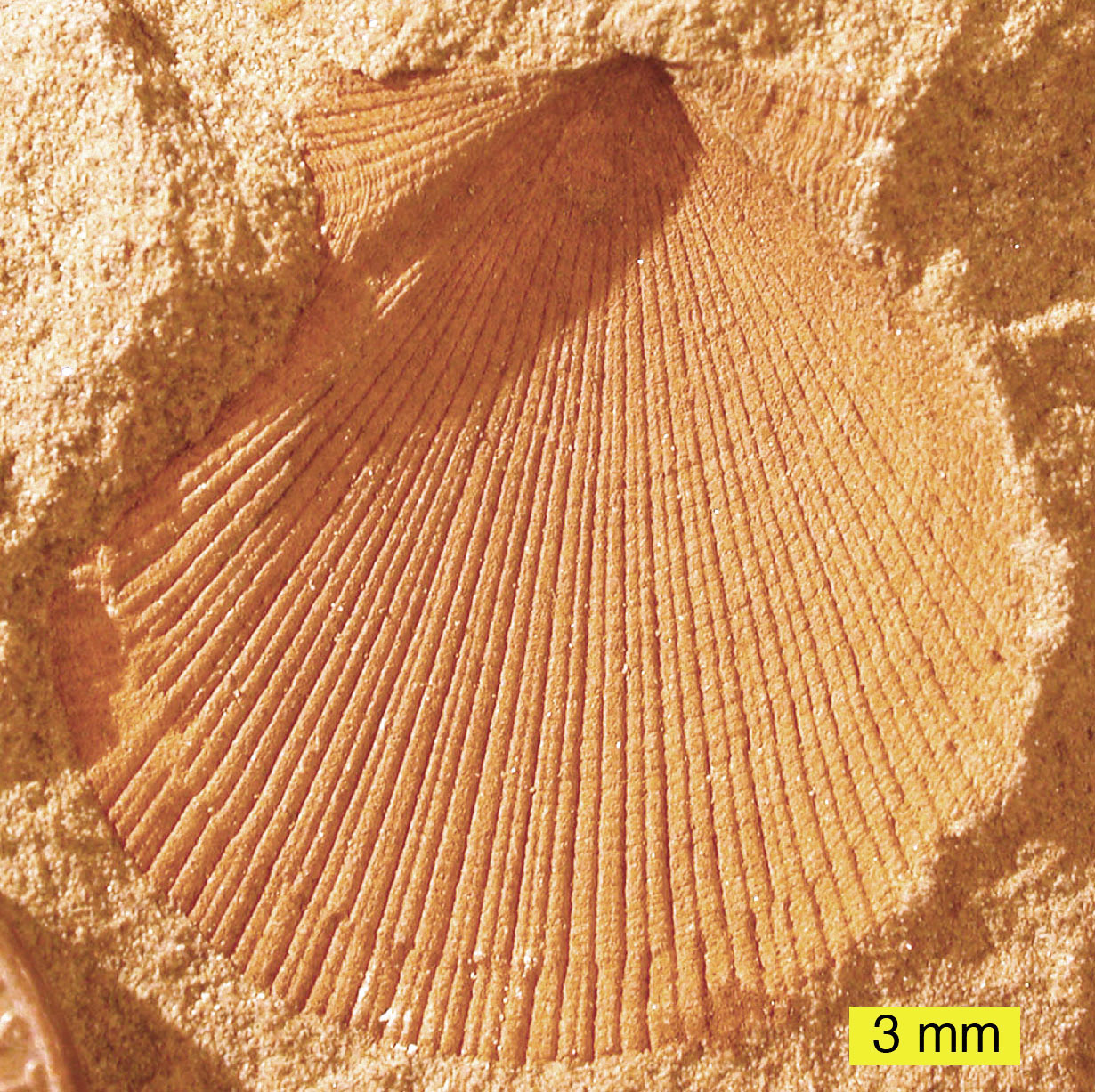
Aviculopecten subcardiformis; un pecténoïde fossile de la Formation Logan (Carbonifère inférieur) de Wooster, Ohio (moisissure externe).

### Origine des métazoaires et position des invertébrés
On pense que la vie sur Terre est apparue dans les océans dès que la planète s’est suffisamment refroidie pour supporter la forme stable des premiers organismes. Ces êtres étaient des procaryotes très simplistes et leurs premiers enregistrements apparaissent dans des ichnofossiles datant d'il y a 3,8 milliards d'années (Ga) (Brusca ; Moore ; Shuster, 2018). Quant aux eucaryotes, il est suggéré qu'ils pourraient être apparus jusqu'à 2,7 Ga, à la fin de l'Éon archéen (4 à 2,5 Ga), bien que les preuves fossiles indiquent, au plus, 1,8 Ga, au milieu du Protérozoïque (2 500 à 535 Ma)) (Brusca ; Moore ; Shuster, 2018 ; Fransozo, 2016 ; Cohen et al, 2023). Les premiers enregistrements fossiles d'êtres multicellulaires proviennent d'algues datant de 1,2 Ga, mais des preuves moléculaires suggèrent que la multicellularité pourrait avoir émergé vers 1,5 Ga (Brusca ; Moore ; Shuster, 2018 ; Ridley, 2011).
Le groupe des métazoaires est monophylétique et se compose d'organismes multicellulaires hétérotrophes, qui possèdent des cellules fonctionnellement spécialisées, y compris des cellules gamétiques, et une reproduction sexuée par méiose (Ferreira Júnior ; Paiva, 2010 ; Hickman Jr., 2022 ; Brusca ; Moore ; Shuster, 2018). Les animaux du clade qui ne font pas partie du sous-embranchement des Vertebrata sont appelés invertébrés et parmi eux se trouvent les groupes les plus basaux de métazoaires. Dans les archives fossiles, ils semblent apparaître brutalement, remontant à la période cryogénienne (720 Ma à 635 Ma), sans transition évidente entre les formes simplistes des protozoaires et l'organisation complexe des Métazoaires (Fransozo, 2016 ; Cohen et al, 2023). Une série de changements survenus entre le Néoptérozoïque (1 000 à 538 Ma) et le Cambrien (538 Ma à 485 Ma), tels que l'augmentation de la concentration d'oxygène sur Terre et l'apport de nutriments et les changements chimiques dans les océans, semblent ont contribué à l’émergence de métazoaires (Fransozo, 2016 ; Cohen et al, 2023).

### Fossilisation d'invertébrés et premiers fossiles d'animaux
Les archives fossiles les mieux acceptées des premiers animaux remontent à environ 600 Ma, bien que des études moléculaires estiment l'origine des métazoaires entre 875 et 650 Ma et que les ichnofossiles suggèrent qu'ils pourraient être apparus jusqu'à 1,0 Ga, commençant là leur processus de diversification, et ne laissant aucune trace fossile directe au cours des 400 premiers Ma de leur existence (Brusca ; Moore ; Shuster, 2018 ; Pechenik, 2016). Cela peut être dû en partie à l’absence de parties dures biominéralisées chez la plupart des premiers animaux ou à leur identification et/ou conservation difficile, en plus de la petite taille corporelle de ces invertébrés (Pechenik, 2016). La présence d'un crâne et d'un squelette calcifié (voire cartilagineux) favorise certains processus de fossilisation, tandis que chez la plupart des invertébrés, notamment les plus basaux, la prédominance des parties molles rend difficile la formation et la résistance des archives fossiles. En ce sens, les membres du groupe les plus susceptibles de laisser des impressions sont ceux qui possèdent des structures composées de substances minérales, comme le squelette interne des porifères, certains cnidaires sessiles, les coquilles de mollusques, les dents, les structures chitineuses des arthropodes, entre autres.
Bien qu'il existe des hypothèses de fossiles d'animaux remontant à près de 900 Ma, le fossile animal bien accepté comme le plus ancien connu est Otavia antiqua (en), une espèce de Porifera trouvée dans les roches cryogéniennes datées entre 760 Ma et 550 Ma du Groupe d'Otávio, dans le nord de la Namibie (Fransozo, 2016). D’autres fossiles d’éponges datés entre 710 Ma et 635 Ma sont trouvés en Australie et des chimiofossiles avec bioindicateurs de carbone montrent les premiers récifs, à la période cryogénienne, formés par des éponges (Fransozo, 2016). Les ichnofossiles provenant de fouilles dans des roches de 1,0 Ga suggèrent l'existence d'animaux vermiformes dans un enregistrement encore plus ancien de la période de divergence des groupes métazoaires fondamentaux (Fransozo, 2016 ; Pechenik, 2016).

### Période Édiacarienne: enregistrements de la présence et de la diversification initiale des invertébrés
Les enregistrements les plus connus des fossiles d'animaux les plus anciens datent de la période cambrienne (538 Ma à 485 Ma) et on parle beaucoup de « l'explosion cambrienne » pour faire référence à la grande diversité de groupes et de morphologies qui semblent apparaître soudainement dans le fossile. enregistrement de cette période. Actuellement, il est entendu que dans la période Édiacarienne (635 Ma à 538 Ma), immédiatement avant le Cambrien, il existait déjà un biote d'invertébrés marins bien développé réparti sur toute la planète (Brusca ; Moore ; Shuster, 2018 ; Cohen et al, 2023). La majorité des animaux de cette période étaient petits et n'avaient pas de parties dures et les représentants présents dans l'assemblage fossile sont principalement des groupes à corps mou, comme les méduses, les vers et même des animaux qui auraient plus tard des structures rigides (Brusca ; Moore ; Shuster , 2018  ; Ridley, 2011 ; Ainsi, peu de fossiles ont été trouvés de cette période, bien que certaines structures chitineuses et minéralisées se soient développées à cette époque, comme des pièces dentaires, des tubes chitineux, des radulas et des spicules (Fransozo, 2016 ; Brusca ; Moore ; Shuster, 2018 ). À la fin de l’Édiacarien, étaient déjà apparus les premiers êtres aux parties dures biominéralisées et les différents plans corporels qui accompagneraient les animaux tout au long de leur existence (Fransozo, 2016).
On pense que le biote de l’Édiacarien était composé d’animaux d’une relative complexité, même si sa structure était rudimentaire par rapport à celle des descendants trouvés au Cambrien, tout comme les relations écologiques entre les groupes (Brusca ; Moore ; Suster, 2018 ; Fransozo, 2016). La première preuve de certains fils modernes, ou du moins d'êtres similaires, peut-être ancestraux, se trouve dans la faune de l'époque (Brusca ; Moore ; Shuster, 2018). Des représentants primitifs supposés de porifères, de cnidaires, de mollusques, d'annélides, d'anthozoaires et peut-être même d'onychophores, d'arthropodes et d'échinodermes sont enregistrés dans le biote de l'Édiacarien (Brusca ; Moore ; Shuster, 2018 ; Fransozo, 2016).
Les premiers fossiles de l'Édiacarien ont été découverts en 1872, sur l'île de Terre-Neuve, au Canada, et correspondaient à des empreintes discoïdes laissées par Aspidella terranovica, bien que leur nature organique soit actuellement remise en question (Fransozo, 2016). Plus tard, en 1933, des empreintes d'un animal au corps mou et au tégument épais ont été trouvées en Namibie (Brusca ; Moore ; Shuster, 2018 ; Fransozo, 2016). La plupart des organismes fossilisés de l'Édiacarien sont préservés dans des empreintes de dépôts de grès (Brusca ; Moore ; Shuster, 2018) et sont associés à des événements de haute énergie, bien que beaucoup soient associés à des microbiens (roches résultant de l'action de cimentation de colonies de micro-organismes). et roches carbonées (Fransozo, 2016).
Après les premières découvertes, plusieurs fossiles d'invertébrés découverts étaient datés de la période Édiacarienne. L'éponge Eocyathispongia qiania, datant de 600 Ma, de la Formation de Doushantuo, dans la province du Guizhou, en Chine (Brusca ; Moore ; Shuster, 2018) est l'un des porifères qui composaient la faune de l'époque. Un embryon supposé au stade de 32 cellules date également de cette période (600 Ma), bien qu’il existe une controverse quant à la nature de l’enregistrement (Brusca ; Moore ; Shuster, 2018). Les fossiles corporels de cnidaires les plus anciens sont datés entre 600 Ma et 570 Ma et sont attribués à des polypes anthozoaires (Fransozo, 2016). L’origine des bilatériens est estimée autour de cette période, le représentant le plus ancien supposé étant l’espèce Vernanimalcula guizhouena, datant de 600 Ma (Fransozo, 2016). De plus, des fouilles apparentes d'un bilatérien vermiforme, éventuellement avec des pattes et des embryons présumés datant respectivement de 585 Ma et 570 Ma, sont datées de cette période (Brusca ; Moore ; Shuster, 2018 ; Fransozo, 2016).
Le biote de l'Édiacarien constitue le premier rayonnement adaptatif des métazoaires (Fransozo, 2016) et représente les premiers fossiles connus d'invertébrés. À l’approche de la transition vers le Cambrien, la prédation apparaît et le processus de développement et de diversification des structures corporelles et des relations écologiques de ces animaux s’accélère (Brusca ; Moore ; Shuster, 2018 ; Fransozo, 2016), mais apparemment, ils ont disparu soudainement à la fin de leur période. Certains organismes de cette période ont survécu et sont entrés dans le Cambrien, avant de disparaître comme d’autres représentants de la faune (Ridley, 2011). Apparemment, aucune preuve de la transition entre le biote d'Ediacara et les animaux du Cambrien n'a été préservée, la relation entre eux est incertaine et il est difficile de détecter des homologies entre eux et les invertébrés actuels (Pechenik, 2016 ; Fransozo, 2016). Bien qu'elles soient similaires aux phyla qui imprégneraient le Cambrien et se propageraient jusqu'à nos jours, la relation entre les groupes édiacariens et leurs descendants n'est pas bien comprise.